# Oreocharis tubiflora
Oreocharis tubiflora är en tvåhjärtbladig växtart som beskrevs av K.Y. Pan. Oreocharis tubiflora ingår i släktet Oreocharis och familjen Gesneriaceae. Inga underarter finns listade i Catalogue of Life.